# 佩尔·贝蒂尔松
佩尔·达尼埃尔·贝蒂尔松（瑞典語：Per Daniel Bertilsson，1892年12月4日—1972年9月18日），瑞典男子体操运动员。他曾获得1912年夏季奥运会体操比赛男子团体瑞典式金牌。他的哥哥卡尔同样也是体操选手。